# 大兴股份有限公司
大兴股份有限公司（简称大兴公司）是1933年设立于满洲国新京市（今长春市）的公司，位于大兴会馆，地址为新京市大同大街202号（今长春市人民大街1486号）。大兴公司经营继承自满洲中央银行的一些副业，其中主要的业务是典当、保险、彩票发行、有奖储蓄等。:71,72

## 概况
日本关东军占领中国东北，建立满洲国之前，东三省的官银号经营各种副业。而满洲国成立后，以满洲中央银行统一接管各官银号，也包括它们的各种副业。满洲国中央银行法第四十四条规定，副业需要在一年之内，即1933年（大同2年）6月末之内设立其他会社经营管理。:71
大兴股份有限公司设立于1933年7月1日，总部位于满洲国首都新京，资本金600万满洲国圆，每年12月决算。其中满洲中央银行出资一半，剩余一半资金来自于10位出资者。大兴股份有限公司所经营的业务是原属于中央银行的一些副业，中央银行一方主要为实物出资，事实上可以看作合资者从中央银行承接了副业的运营。:83:250
大兴股份有限公司的营业内容为继承自中央银行的典当、酿造、杂货买卖，以及代理业的经营。1933年时，有奉天、新京、吉林、哈尔滨分公司，在齐齐哈尔有办事处。在满洲国各都市有65家营业店铺，其中包括当铺55家，高粱酒酿造厂4所，啤酒酿造厂1所，制油厂1所，大连、哈尔滨、新京、吉林各有代理店1家。此外在其他城市有数家经营杂货的店铺。其最主要的业务房屋租赁。:83,84:71